# Dzieje wypraw krzyżowych
Dzieje wypraw krzyżowych (ang. A History of the Crusades) – trzytomowe dzieło sir Stevena Runcimana opublikowane po raz pierwszy w latach 1951–1954 przez Wydawnictwo Uniwersytetu Cambridge. Książka pod względem liczby wydań i przekładów jest najpopularniejszą syntezą dziejów krucjat.

## Przekłady na język polski
- (fragmenty) "Historia Krucjat": Obrzydliwość  spustoszenia. święty pokój, święta wojna, przeł. Jerzy Z. Kędzierski [w:] Współcześni historycy brytyjscy. Wybór z pism, oprac. i przedmową zaopatrzył Jerzy Z. Kędzierski, słowo wstępne G. P. Gooch, Londyn: B. Świderski 1963, s. 411-432.
- Dzieje wypraw krzyżowych (t. 1: Pierwsza krucjata i założenie Królestwa Jerozolimskiego, t. 2: Królestwo Jerozolimskie i frankijski Wschód 1100-1187, t. 3: Królestwo Akki i późniejsze krucjaty) przeł. Jerzy Schwakopf, posłowiem opatrzył Benedykt Zientara, Warszawa: Państwowy Instytut Wydawniczy 1987 (wyd. 2 - 1988, wyd. 3 - 1997, wyd. 4 -  Poznań - Katowice: Wydawnictwo "Książnica" 2009).
- Pierwsza krucjata, przeł. Wojciech Kozak, Lublin: Wydawnictwo Uniwersytetu Marii Curie-Skłodowskiej 1998 (skrót pierwszego tomu bez aparatu naukowego).